# Ergebnisse der Kommunalwahlen in Eisenach
- Linke: 3
- SPD: 5
- Grüne: 3
- WGF: 1
- BfE: 3
- FDP: 1
- CDU: 10
- AfD: 7
- Die Heimat: 3

In den folgenden Listen werden die Ergebnisse der Kommunalwahlen in Eisenach aufgelistet. Es werden die Ergebnisse der Wahlen zum Stadtrat ab 1990 angegeben.
Es werden nur diejenigen Parteien und Wählergruppen aufgelistet, die bei wenigstens einer Wahl mindestens zwei Prozent der gültigen Stimmen erhalten haben. Bei mehrmaligem Überschreiten dieser Grenze werden auch Ergebnisse ab einem Prozent aufgeführt. Das Feld der Partei, die bei der jeweiligen Wahl die meisten Stimmen bzw. Sitze erhalten hat, ist farblich gekennzeichnet.

## Parteien
- AfD: Alternative für Deutschland
- B’90/Grüne: Bündnis 90/Die Grünen → Grüne
- B.F.D.: Bund Freier Demokraten → FDP
- CDU: Christlich Demokratische Union Deutschlands
  - 1990: CDU der DDR
- DSU: Deutsche Soziale Union
- DA: Demokratischer Aufbruch
- FDP: Freie Demokratische Partei
  - 1990: F.D.P. der DDR
- Grüne: Bündnis 90/Die Grünen
  - 1990 als: Grüne Partei
- Heimat: Die Heimat
  - bis 2023: NPD
- Linke: Die Linke
  - bis 2003: PDS
- NF: Neues Forum (Forum)
- PDS: Partei des Demokratischen Sozialismus → Linke
- Piraten: Piratenpartei Deutschland
- SPD: Sozialdemokratische Partei Deutschlands
  - 1990: SPD der DDR

## Wählergruppen
- BDA: (in der Quelle nicht genauer ausgewiesen)
- BfE: Bürger für Eisenach
- EA: Eisenacher Aufbruch
- WGF: Wählergemeinschaft-Feuerwehr

## Abkürzung
- Wbt.: Wahlbeteiligung

## Wahlen zum Stadtrat
Stimmenanteile der Parteien in Prozent
| Jahr   | Wbt. | CDU  | SPD  | Linke | BfE | Grüne | FDP   | Heimat | AfD  | WGF | EA  | Piraten | DA  |
| ------ | ---- | ---- | ---- | ----- | --- | ----- | ----- | ------ | ---- | --- | --- | ------- | --- |
| 119901 | 71,1 | 33,3 | 25,5 | 12,6  |     | 6,1   | 28,32 |        |      |     |     |         | 7,3 |
| 1994   | 65,2 | 37,0 | 24,7 | 18,7  | 8,2 | 7,5   | 3,9   |        |      |     |     |         |     |
| 1999   | 51,1 | 45,3 | 23,0 | 17,8  | 7,4 | 4,6   | 1,8   |        |      |     |     |         |     |
| 2004   | 42,1 | 35,2 | 15,5 | 23,4  | 7,6 | 8,7   | 3,3   |        |      |     | 6,3 |         |     |
| 2009   | 50,3 | 33,7 | 17,3 | 20,6  | 8,3 | 7,1   | 4,7   | 5,0    |      |     | 3,2 |         |     |
| 2014   | 51,0 | 30,1 | 11,9 | 29,3  | 5,8 | 7,3   | 2,5   | 7,4    |      |     | 3,7 | 2,0     |     |
| 2019   | 57,9 | 20,7 | 11,8 | 21,6  | 7,0 | 10,3  | 4,5   | 10,2   | 11,7 |     | 2,2 |         |     |
| 2024   | 57,5 | 27,1 | 13,1 | 9,1   | 7,7 | 7,4   | 2,3   | 8,0    | 19,6 | 3,9 | 1,8 |         |     |

Sitzverteilung
| Jahr | Gesamt | CDU | SPD | Linke | BfE | Grüne | FDP | Heimat | AfD | WGF | EA | Piraten | DA |
| ---- | ------ | --- | --- | ----- | --- | ----- | --- | ------ | --- | --- | -- | ------- | -- |
| 1990 | 59     | 20  | 15  | 7     |     | 4     | 5   |        |     |     |    |         | 4  |
| 1994 | 36     | 14  | 9   | 7     | 3   | 3     |     |        |     |     |    |         |    |
| 1999 | 36     | 17  | 9   | 7     | 3   |       |     |        |     |     |    |         |    |
| 2004 | 36     | 13  | 6   | 9     | 3   | 3     |     |        |     |     | 2  |         |    |
| 2009 | 36     | 12  | 6   | 7     | 3   | 3     | 2   | 2      |     |     | 1  |         |    |
| 2014 | 36     | 11  | 4   | 10    | 2   | 3     | 1   | 3      |     |     | 1  | 1       |    |
| 2019 | 36     | 7   | 4   | 8     | 2   | 4     | 2   | 4      | 4   |     | 1  |         |    |
| 2024 | 36     | 10  | 5   | 3     | 3   | 3     | 1   | 3      | 7   | 1   |    |         |    |

Fußnoten
1 1990: zusätzlich: NF: 1,7 % (1 Sitz), DSU: 1,6 % (1 Sitz), WG: 1,5 % (1 Sitz) und BDA: 1,2 % (1 Sitz).

2 FDP: 0,5 % und BFD: 7,8 % sind getrennt angetreten. Alle Mandate entfielen auf den BFD.